# Junts per Segart
Junts per Segart (abreujat com a JPS) és un partit polític valencià d'àmbit local radicat al municipi de Segart fundat per l'alcalde i part dels regidors del Partit Popular a este poble. Actualment té la majoria absoluta al consistori de Segart.

## Història
L'alcalde de Segart des de finals de 2018, Francisco José Garriga García, prengué el relleu com a alcalde després de la dimissió de l'alcalde Vicent de Paül (qui havia sigut alcalde dins de les llistes del BNV i el PP). Francisco Garriga, també del PP, va fundar la formació Junts per Segart i decidí no anar sota el paraigües del PP degut a diferents desacords amb el partit. A les eleccions municipals espanyoles de 2019 el partit va traure quatre regidors dels cinc disponibles, guanyant per majoria absoluta les eleccions. Degut a l'ecassa població de Segart, les eleccions es fan segon el mètode electoral de llistes obertes.

### Resultats electorals
| Elecció | Vots | %     | Escons | +/– | Candidat             | Govern  |
| ------- | ---- | ----- | ------ | --- | -------------------- | ------- |
| 2019    | 71   | 57,72 | 4 / 5  | Nou | Francisco J. Garriga | Majoria |
| 2023    | 84   | -     | 4 / 5  | Nou | Francisco J. Garriga | Majoria |